# 一攫千金!!スーパーマーケット
『一攫千金!!スーパーマーケット』（いっかくせんきん スーパーマーケット）は、1991年4月7日から同年9月29日まで日本テレビ系列局で放送されたゲームバラエティ番組である。製作は日本テレビ、放送時間は毎週日曜 10:30 - 11:00 （日本標準時）。

## 概要
アメリカのゲーム番組『Supermarket Sweep』（英語版）を日本向けにアレンジした企画で、参加者はスタジオに設けられたスーパーマーケット状のセットで勝ち残り方式の買い物ゲームに挑んだ。チャンピオンゲームを達成した者には100万円が贈られた。このセットに置かれた商品は、番組スポンサーであるロッテと花王それぞれが提供した。

## 出演者
- 司会：小堺一機 - 「ゼネラルマネージャー」として出演。
- ナレーター：スーパー・マサ、井上和彦。

## スタッフ
- 構成：豊村剛、藤沢めぐみ、安達元一、小山協子
- 美術：石川啓一郎
- 音効：白根沢修
- TK：塚越倫子
- 編集・MA：アンサーズ
- ディレクター：斉藤敏豪、伊藤慎一、小林宏充、柳岡秀一
- 演出：財津功
- プロデューサー：菅賢治、中村延義
- 制作協力：Fact
- 製作著作：日本テレビ

## ルール
毎回2人1組のチームが7組出場し、金額が分からない状態で商品をショッピングカートに詰め込み、その商品の合計金額を競う。同じ品物は4つまで入れられるが、タバコやインスタントコーヒーなどは銘柄の違いを問わず、どれでも1点としてカウントされる。

### 予選
制限時間は30秒。全出場チームが同時にスタートし、チームごとに2人が一斉にショッピングカートに商品を詰め込み、タイムアップ後にそれらをレジで精算する。レジはPOS式で、商品を詰め込んだ時点で金額を加算したが、メロンだけは例外とされた。
なお、時間切れになったときにスタート地点に戻っていなくても失格にはならない代わりに、特典対象となる商品は、予選も本選も制限時間以内にショッピングカートに入れたものに制限された。
合計金額上位のチーム3組が本選に進出。3位に引き分けのチームがいた場合には、もう一度決定戦を開き、それぞれ10秒以内に取ってきた商品1点の金額が高かったほうが本選に進出。参加賞はショッピングカートに入れた商品全点で、予選敗退したチームも持ち帰る事が認められた。芸能人大会の回では、敗退チームは観客席へ移動し、収録を観覧しながら優勝して100万円を獲得するチームを予想して、もし選んだチームが優勝した場合は特別ボーナス30万円が貰える。

### -時は金なり- タイム イズ マネークイズ
本選前に行われるクイズコーナー。本選に進むチーム3組は、まず基本の持ち時間45秒内にクイズに挑戦し、持ち時間を増やそうと正解を狙う。
出題は早押しクイズ形式で、分かった時点でボタンを押す。前半の出題は読み上げ問題5～6問。正解すると持ち時間10秒プラス、不正解で持ち時間5秒マイナス。後半は連想クイズで2問出題。正解で持ち時間20秒プラス、不正解で持ち時間10秒マイナス。

### 本選
本選は、予選で得た持ち時間の多い順で1チームずつ挑戦し、司会の小堺も挑戦者と一緒に商品棚に付き添って実況した。買い物は1人で行い、制限時間内ならスタート地点に戻って交代もできる。最初の挑戦者が同じ商品を4つ入れた場合、交代した挑戦者は改めて同じ商品を4つ入れても良い。
チャンピオンゲームに挑戦するには、制限時間内にショッピングカートに入れる商品をなるべく多くすること、さらにレジで精算して合計金額が最も多くなるようにする。参加賞が用意され、3チームとも本選と予選で集めた商品を持ち帰ることが認められた。
「地雷商品」というルールがあり、あらかじめ3種類の指定商品が紛れ込んでいて、それをショッピングカートに入れたとたん、店内の照明が赤くなってサイレンが鳴り、一旦、買物を休止させられる。再開するにはスタート地点に戻って台にのぼり「一攫千金!」とコールし、観客のレスポンス「スーパーマーケット!!」を受けて初めて、復帰ボタンが押せるという決まりだった。
特設エリアが3ヵ所用意され、以下のイベントに挑戦してクリアすると指定の高額商品が得られた。チームの挑戦権はエリア単位で1回だけ与えられ、そのエリアは週替わりで変わった。
| 商品             | 獲得賞金               | 段取り |
| ---------------- | ---------------------- | --- |
| ロブスター       | 1万円                  | いけすに入れたロブスターをマジックハンドで掴み取る。 |
| TEMPORIO Tシャツ | 1万円                  | ワゴンに入った衣類から TEMPORIO Tシャツを探し出す。 |
| 高級ハム         | 1.5万円                | 試食のホットプレートに置かれた一口ハムを全て口に詰め込む。 |
| 高級鯛           | 2万円                  | いけすで泳ぐ鯛を手網（たも）で掬いあげる。 |
| 高級メロン       | 2万円 –5万円 ハズレ0円 | 1. 滑りやすい靴に履き替えて、ロープを頼りに斜面を頂上まで駆け登る。 2. 紙で蓋をしてあるボックスから1つを選択して紙を破り、高級メロンを獲得。 1. ボックスは5つあってそれぞれ蓋に「一」「獲」「千」「金」「!!」と記してある。 3. ただしスイカが出てくるとハズレで。 挑戦した順に、前の組が開けた箱はそのまま残され、順番が遅いほど選択肢が減る方式。 メロンの価格ラベルはステッカーを貼って隠してあり、獲得しただけでは金額は明かされない。 4. タイムアップ後にステッカーを剥がして値段を発表、加算した。 |

### チャンピオンゲーム
解答者に出題されたクイズの答えはセットに並ぶ商品なので、それを手に入れると得点できる。最初に小堺が問題を読み上げてスタート。挑戦者2人1組は答えを考えながら売り場に入り、同行する小堺はふたりの様子を実況する。制限時間1分以内に商品を探しだしたら裏に貼ってある問題文を読み上げて、先ほどと同じ要領でまた目当ての商品売り場へ移り、ふたたび問題を貼った商品を探す。これを繰り返して制限時間内に最終問題の答えを解く。目当ての商品を手に入れると、裏に貼り付けてある100万円の札束を獲得できる。
番組スタート時の出題は3問だったが100万円獲得者が乱発し、後に条件を厳しくして5問正解を求めるよう難度を上げた。ところが考える時間が短くなり移動も商品を探す時間も減ったため、挑戦者は焦りから失敗続きとなった。ふたたびルールを改めると、出題は4問に落ち着いた。なお当時の公正取引委員会の規定上、100万円の獲得に成功しても全額は貰えず、100万円を含む金額総計から「予選＋本戦の獲得商品」が差し引れた。
クイズ開始前には司会の小堺と観客のコールアンドレスポンスがあった。小堺は「あってうれしい!?」とコール、観客は「100万円！」と返し、続けて小堺のコール「夢の大金!?」に、観客は「100万円！」とレスポンスした。やがて、小堺が何を言っても観客が「100万円！」と返すお約束ができた。
挑戦者が問題文や100万円を探そうと必死になって商品を乱暴に扱うと、小堺が「物は大事に扱って下さい」と注意喚起する事があった。達成できなかった挑戦者に小堺が声をかけ、自身の師匠である萩本欽一の当たりギャグ「バンザ〜イ、なしよ！」というセリフで締めくくった。

### 音楽
本選のゲーム中に流れる曲はトイドールズの "Wakey Wakey Outro"を採用した。

### 注
1. ↑  花王はスポンサーを務めながらも、提供クレジットへの社名表示を自粛していた[要出典]。
2. ↑  初期の出場は10チーム。芸能人大会の回は4チームが出場した。
3. ↑  不正解で持ち時間を減らすルールはのちに、なくなった。
4. ↑  地雷商品を選んでしまったときの計時再開では、のちに観客の叫ぶセリフを「100万円！」に変えた。
5. ↑  ハズレのスイカを収めた箱は、当初の1個から2個に増えた。
6. ↑  100万円を探す際に残り時間を気にして焦ると、あるチームは勢い余って積んである商品を崩し、100万円の札束を貼った商品も床に落としてしまって探せないまま時間切れになってしまった。見守る小堺には100万円の付いた商品が落ちたと気づいても、教える事は認められなかった。
7. ↑  コールを変えても観客のレスポンスが変わらない形式は、『森田一義アワー 笑っていいとも!』のテレフォンショッキング（フジテレビ）でタモリが何を言っても観客が「そうですね」と返すのと同類である。